# Xorides ater
Xorides ater là một loài tò vò trong họ Ichneumonidae.